# Västra Vrams landskommun
Västra Vrams landskommun var en tidigare kommun i dåvarande Kristianstads län.

## Administrativ historik
Kommunen bildades i Västra Vrams socken i Gärds härad i Skåne när 1862 års kommunalförordningar trädde i kraft. 
I kommunen inrättades 14 november 1913 Tollarps municipalsamhälle.
Vid kommunreformen 1952 uppgick kommunen med municipalsamhället i Tollarps landskommun som 1974 uppgick i Kristianstads kommun.

## Politik

### Mandatfördelning i Västra Vrams landskommun 1938-1946
| 12 | 3 | 6 | 4 |

| 24 |

| 11 | 3 | 6 | 5 |

| 25 |

| 10 | 4 | 8 | 3 |

| 25 |